# Lutherse Kerk (Tiel)

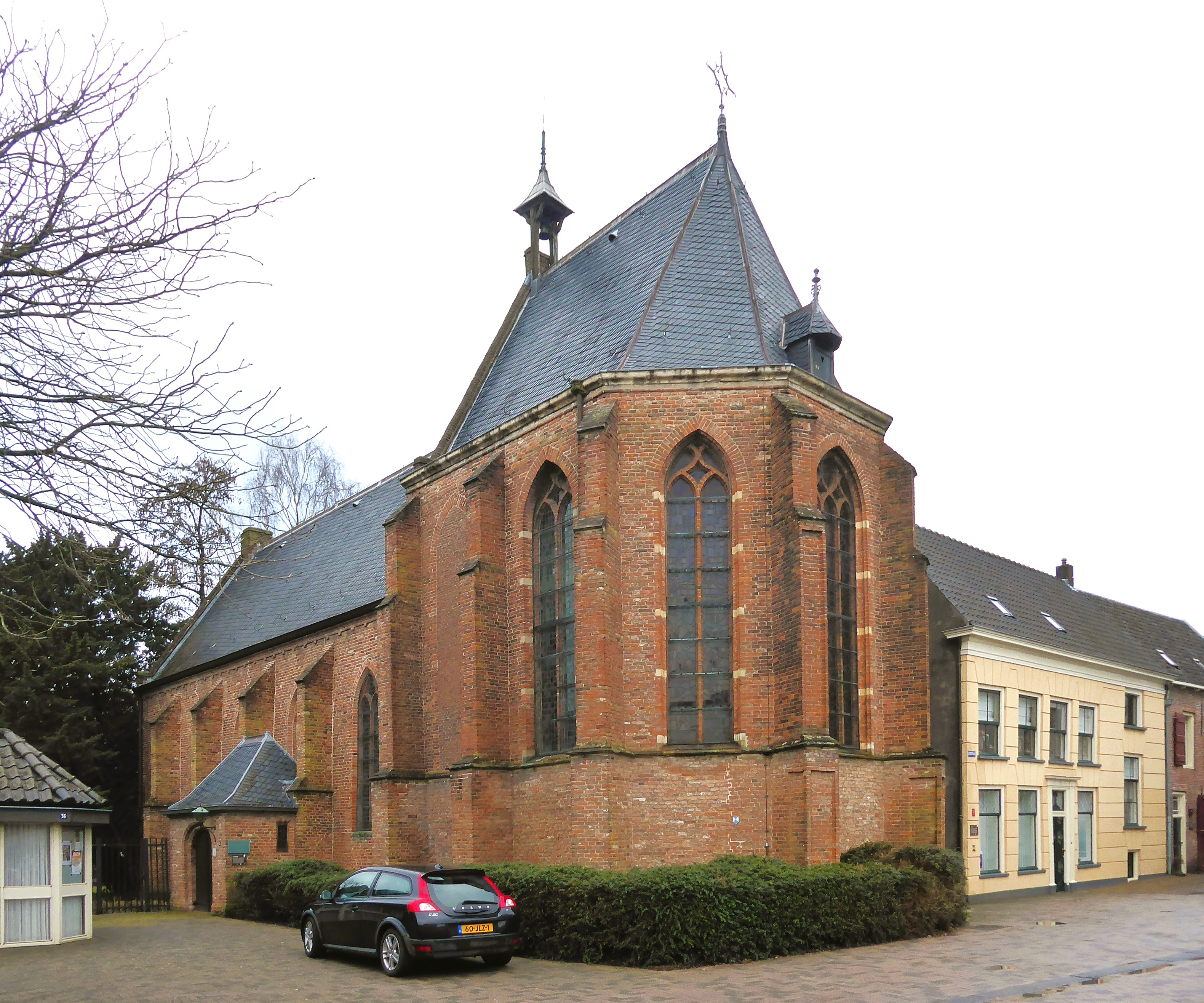
Die Lutherse Kerk zu Tiel

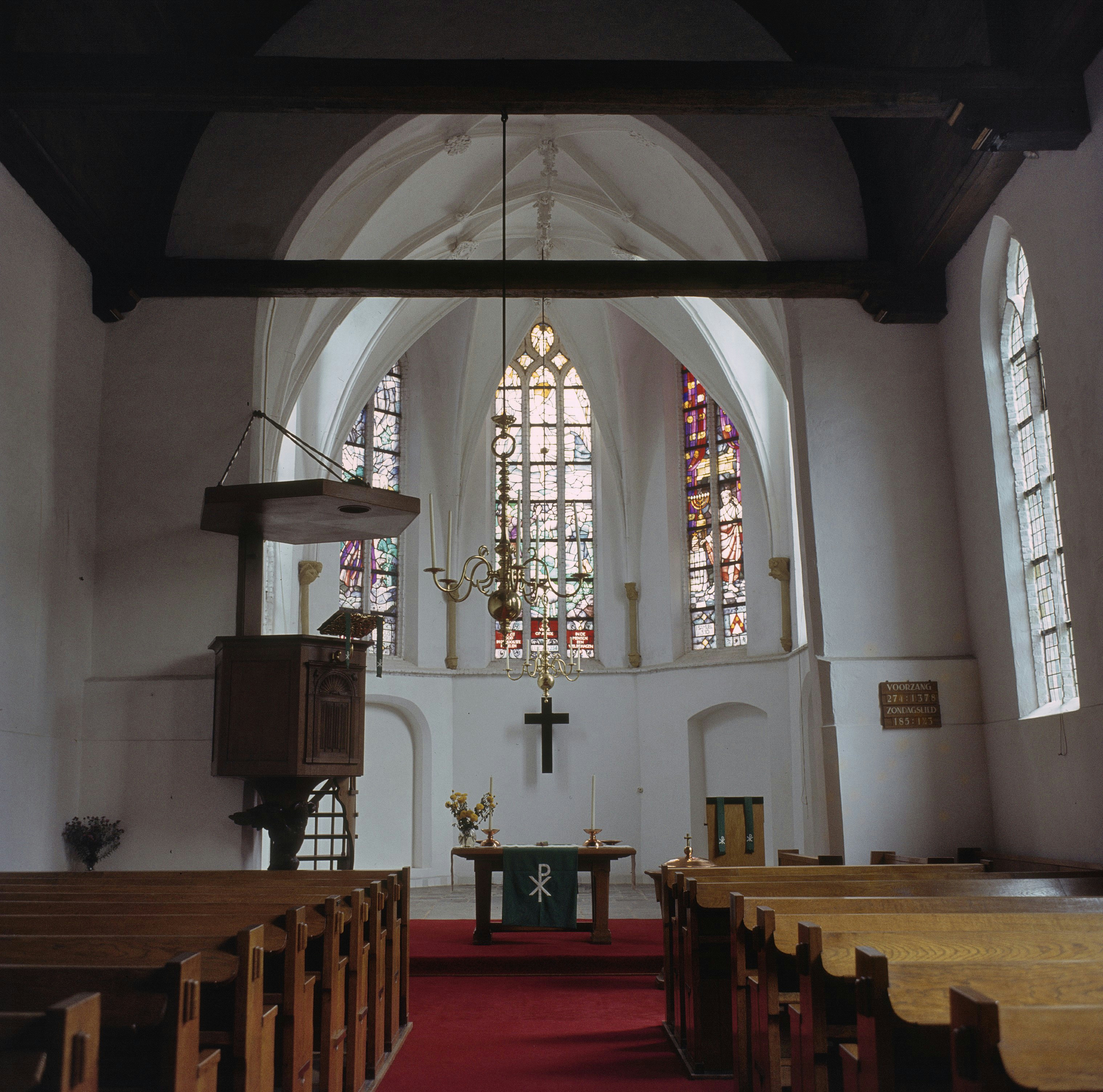
Inneres, Blick zum Chor

Die Lutherse Kerk of St. Caeciliakapel (deutsch Lutherische Kirche oder St. Caeciliakapelle) ist das Gotteshaus einer evangelisch-lutherischen Gemeinde innerhalb der Protestantischen Kirche in den Niederlanden in Tiel in der Provinz Gelderland. Die Kirche ist als Rijksmonument eingestuft.

## Geschichte
Die Lutherse Kerk fand als St. Caeciliakapelle eines Augustinerinnenklosters erste urkundliche Erwähnung im Jahr 1494. Das Gründungsdatum des Klosters selber ist unbekannt. Das Langhaus der Kapelle stammt aus dem 15. Jahrhundert, ihm wurde im 16. Jahrhundert ein höherer, dreiseitig geschlossener spätgotischer Chor mit Netzgewölbe angefügt. Im Zuge der Reformation ging das Kloster 1578 in den Besitz der Stadt Tiel über, jedoch wurde die Kapelle erst ab 1634 für den reformierten Gottesdienst genutzt. 1809 trat die Stadt die Kapelle an die Reformierte Gemeinde vor Ort ab mit der Bedingung, dass sie den Lutheranern für ein geringes Entgelt zur Verfügung stehen würde. Die Lutherische Gemeinde nutzt die Kapelle bis heute für ihren Gottesdienst.
Die Lutherische Kirchengemeinde Tiel gehört heute zur Gemeinde der 2004 geschaffenen Protestantischen Kirche in den Niederlanden in der Stadt.